# Jaraï (langue)
Cet article concerne la langue jaraï. Pour le peuple jaraï, voir Jaraï.
Le jaraï ou jarai (graphie anglaise) est une langue austronésienne parlée au Viêt Nam. Des Jaraï sont présents au Cambodge. C'est une des langues de la branche des langues chamiques.

## Écriture
| Majuscules | A | Ă | Â | B  | Ƀ | Č | D | Đ | E | Ĕ | Ê | Ê̆ | G | H | I | Ĭ | J | Dj | K | L |
| Majuscules | M | N | Ñ | Ng | O | Ŏ | Ô | Ô̆ | Ơ | Ơ̆ | P | R | S | T | U | Ŭ | Ư | Ư̆  | W | Y |
| Minuscules | a | ă | â | b  | ƀ | č | d | đ | e | ĕ | ê | ê̆ | g | h | i | ĭ | j | dj | k | l |
| Minuscules | m | n | ñ | ng | o | ŏ | ô | ô̆ | ơ | ơ̆ | p | r | s | t | u | ŭ | ư | ư̆  | w | y |

## Phonologie

### Voyelles
|         | Antérieure | Centrale | Postérieure |
| ------- | ---------- | -------- | ----------- |
| Fermée  | i [i]      | â [ɨ]    | u [u]       |
| Moyenne | ê [e]      | ơ [ə]    | ô [o]       |
| Ouverte | e [ɛ]      | a [a]    | o [ɔ]       |

### Consonnes
|              |              | Bilabiales | Alvéolaires | Alvéolaires | palatales | Vélaires | Glottales |
| ------------ | ------------ | ---------- | ----------- | ----------- | --------- | -------- | --------- |
| Centrales    | Latérales    | Bilabiales |             |             | palatales | Vélaires | Glottales |
| Occlusives   | Sourde       | p [p]      | t [t]       |             |           | k [k]    | ' [ʔ]     |
| Occlusives   | Aspirée      | ph [pʰ]    | th [tʰ]     |             |           | kh [kʰ]  |           |
| Occlusives   | Sonore       | b [b]      | d [d]       |             |           | g [g]    |           |
| Occlusives   | Injective    | ƀ [ɓ]      | đ [ɗ]       |             |           |          |           |
| Fricative    | Sourde       | f [f]      | s [s]       |             |           |          | h [h]     |
| Fricative    | Sonore       |            | z [z]       |             |           |          |           |
| Affriquée    | Sourde       |            |             |             | c̆ [tʃ]    |          |           |
| Affriquée    | Sonore       |            |             |             | j [dʒ]    |          |           |
| Affriquée    | Pré-glott.   |            |             |             | dj [ʔdʒ]  |          |           |
| Nasale       | Simple       | m [m]      | n [n]       |             | ñ [ɲ]     | ng [ŋ]   |           |
| Nasale       | pré-glottale | 'm [ʔm]    | 'n [ʔn]     |             | 'ñ [ʔɲ]   | 'ng [ʔŋ] |           |
| Liquide      | Simple       |            | r [r]       | l [l]       |           |          |           |
| Liquide      | pré-glottale |            |             | 'l [ʔl]     |           |          |           |
| Semi-voyelle | Semi-voyelle | w [w]      |             |             | y [j]     |          |           |

## Sources
- (en) Lap Minh Siu, Developing the First Preliminary Dictionary of North American Jarai (Master of Arts), Texas Tech University, 2009 (lire en ligne)
- (en) Graham Thurgood, From Ancient Cham to Modern Dialects. Two Thousand Years of Language Contact and Change, Honolulu, University of Hawai‘i Press, coll. « Oceanic Linguistics Special publications » (no 28), 1999 (ISBN 0-8248-2131-9)